# 喜轎

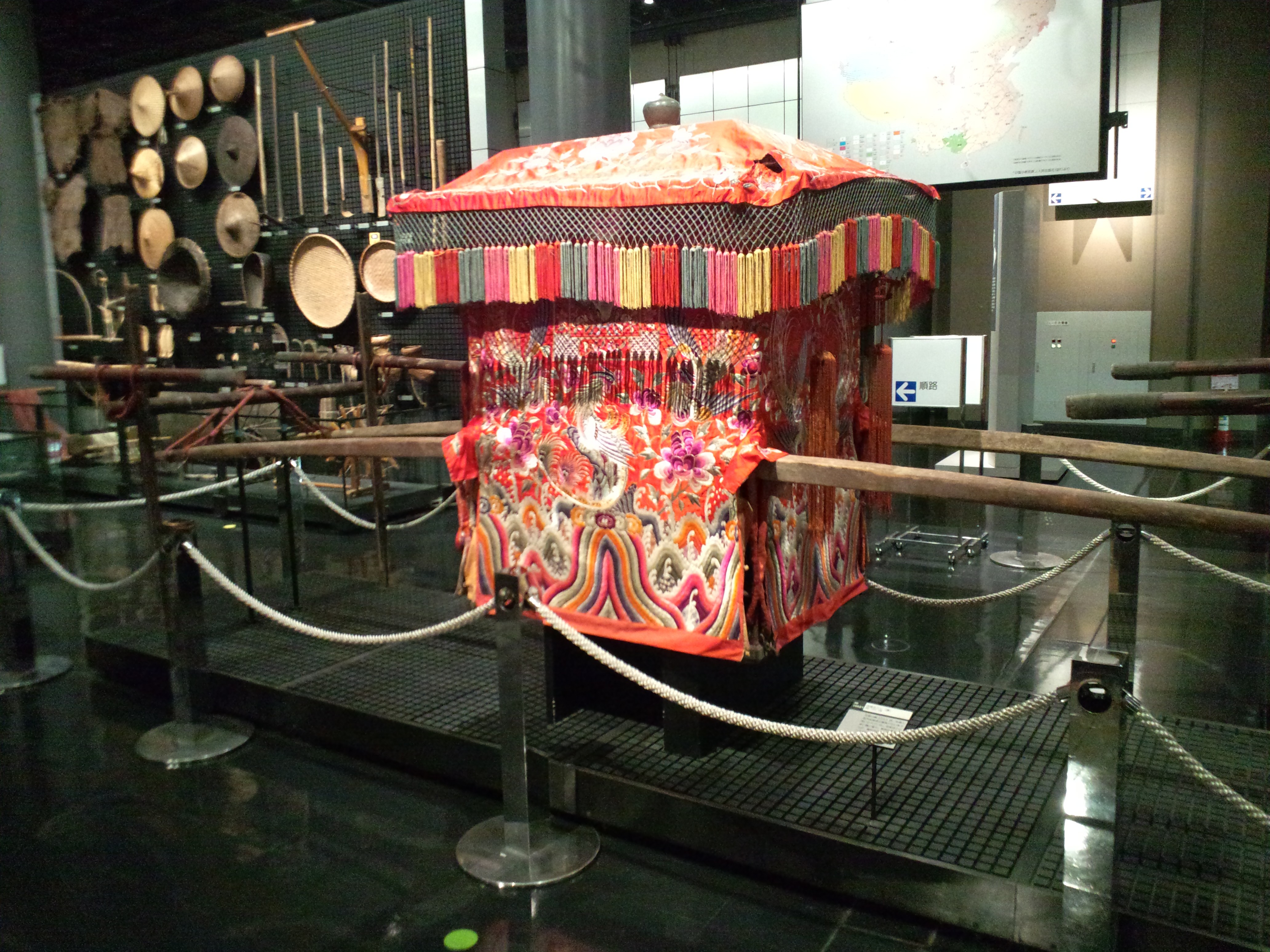
中國北方式喜轎

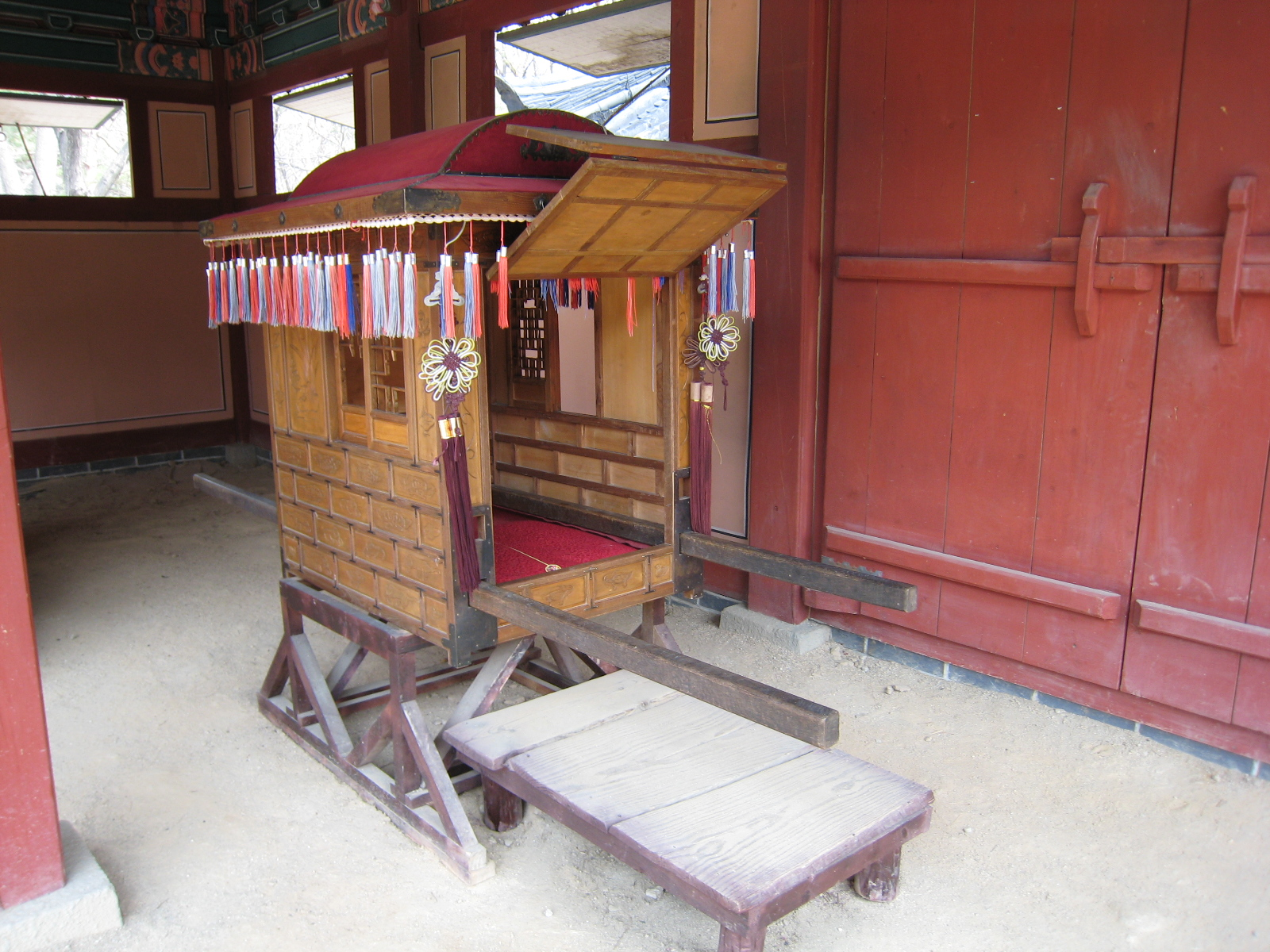
朝鮮式喜轎

喜轎，也称花轿、婚轎、婚輿，是传统婚禮上使用的特殊轿子。一般装饰华丽，中式婚禮的喜轎以红色来显示喜庆吉利，因此俗称大红花轿。

## 歷史
中國的花轿於宋代出現，主要用途是接新娘到丈夫家举行婚礼。新郎如果去迎亲，多为骑马伴随，有时也可乘坐蓝、绿甚至红色的小轿子跟随。但因为婚礼尚未举行，传统上雙方仍要守男女之防，新郎在接新娘後前往男家時不会同乘一轿。
中式花轿多为4人抬，有的时候加2人替换，或者在前后打伞、放鞭炮等。在新娘娘家起轿、新郎家下轿的时候，都会有一些有关的民俗仪式，稱為備轎；但具体情况则因地域而不同。去娘家的路上，花轿一般不可以空着，而是坐一名男孩，称为压轿孩。
迎娶时所需花轿须由男方准备，一般只有新郎、新娘、迎亲婆和送亲婆能乘轿，其所乘之轿须是暖轿。迎娶队伍中的其他人员如伴郎、伴娘和鼓乐手等只能骑马、乘车、或步行，如有残疾不便乘车骑马只能乘轿，其所乘之轿须为凉轿。迎娶时乘轿之所以如此等级分明是为了突出新娘和新郎之地位，不能让别人抢了新人风头和彩头。
不少地区有「头水轿」之婚俗，即娶亲花轿的轿帷子，必须是第一次使用；若不是，新娘可拒绝上轿。因为坐花轿尚含有明媒正娶、原配夫人之意，女子一生只能坐一次。故旧时夫妻或婆媳吵嘴，妻子/儿媳带在嘴边一句话：“我是大红花轿抬进门的，又不是走上门的。”以此来炫耀高贵。有些地方的传统是只有初嫁女子可坐花轿，寡妇再嫁只能坐普通轎子，或要走一段路才可以上花轎。至于纳妾，有些地方可以坐花轿，有些地方不能坐轿或者坐其他的轿。但总的来说，旧时女性一生最多只坐一次花轿，因此是很有特殊意义的经历。
日本、朝鮮半島、越南、琉球的新娘也受中國影響，出嫁時坐喜轎。
在其他地區如印度也有坐喜轎的習俗。

## 结构
中国南方常见的花轿为硬衣式，全木结构，上部为四角出檐的宝塔顶。北方则多为软衣式，在木轿框的四周罩红色轿帏而成，并绣有囍字、百鸟朝凤、富贵花卉、丹凤朝阳、凤穿牡丹、福禄鸳鸯、麒麟送子和百子图等吉祥图案，缀以金、银色，以烘托热闹喜庆气氛。此俗也同样源于新娘穿凤冠、霞帔，坐花轿，享半幅金銮驾待遇之民间传说。皇帝的全幅金銮驾为十六抬，半幅金銮驾为八抬。轿子坐箱框架上不蒙帷子者为凉轿（亮轿、显轿），蒙帷有盖者为暖轿（暗轿）。
明朝崇祯年间的花轿用蓝绸作幔，四角悬桃红色彩球。后来开始采用红色刺绣、织锦，后来又有用大红纱绸满绣的。

## 圖片

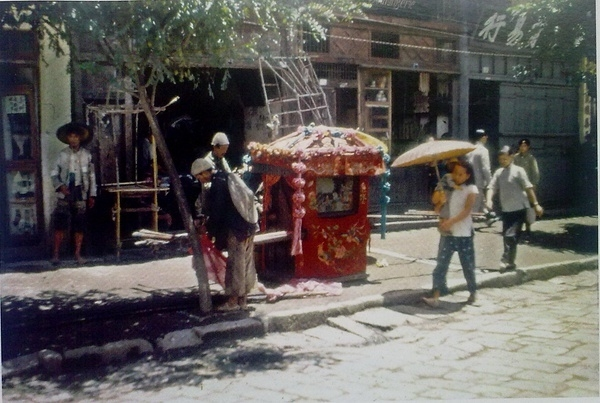
中國昆明1940年代用纸花装饰起来的花轿
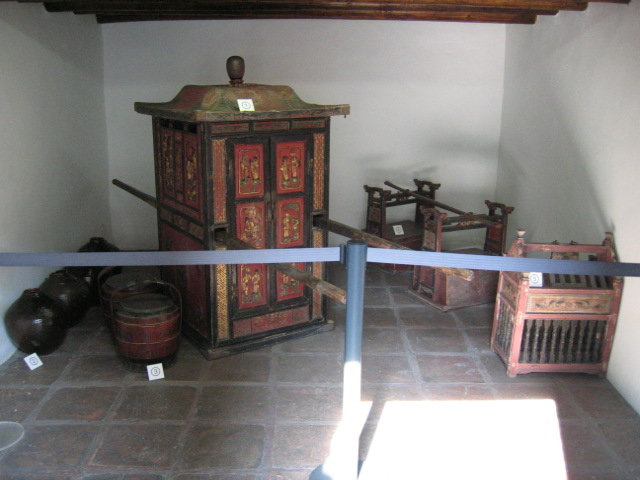
香港客家式喜轎
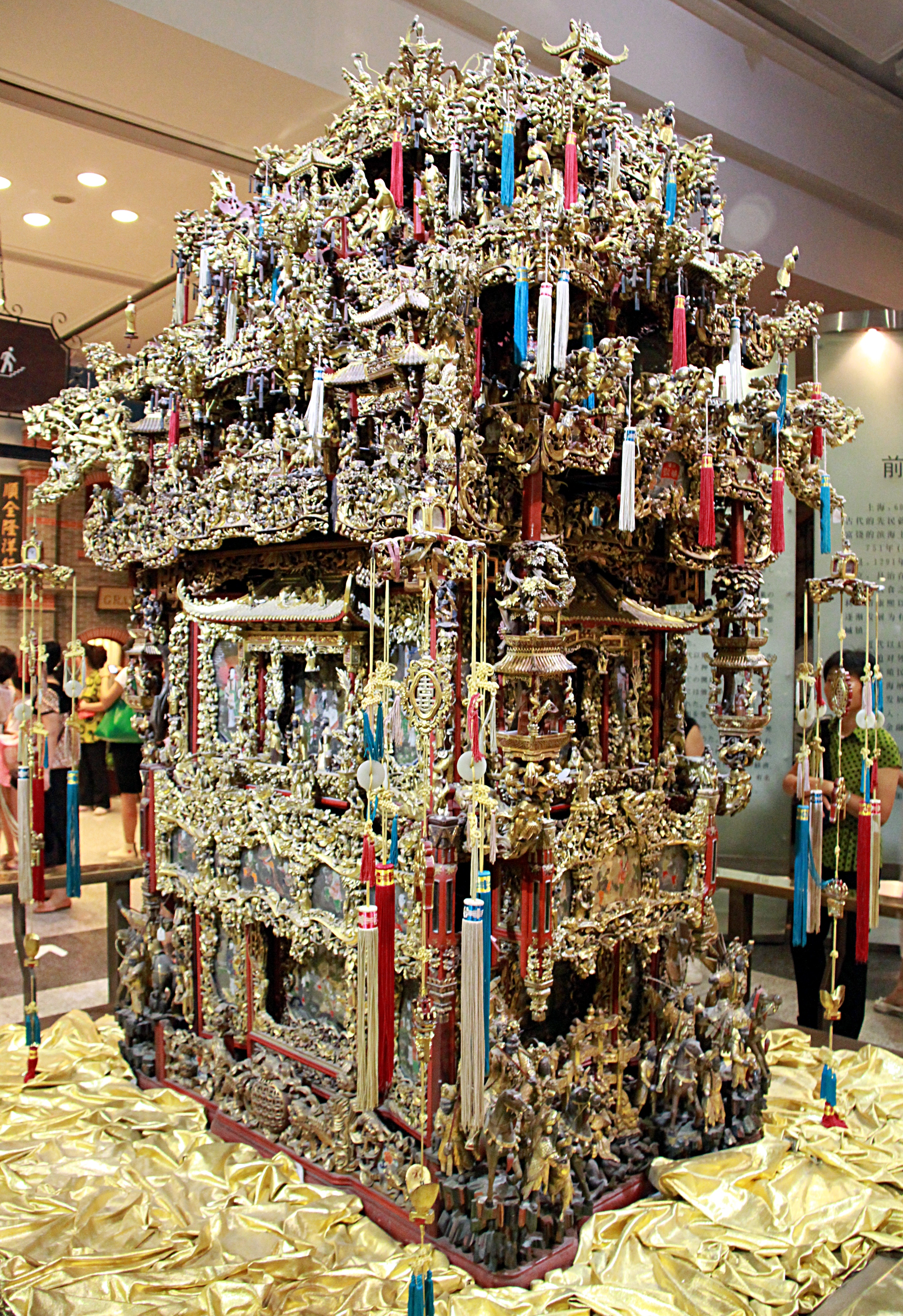
上海市歷史博物館藏百子大禮轎（萬工轎），為寧波式喜轎
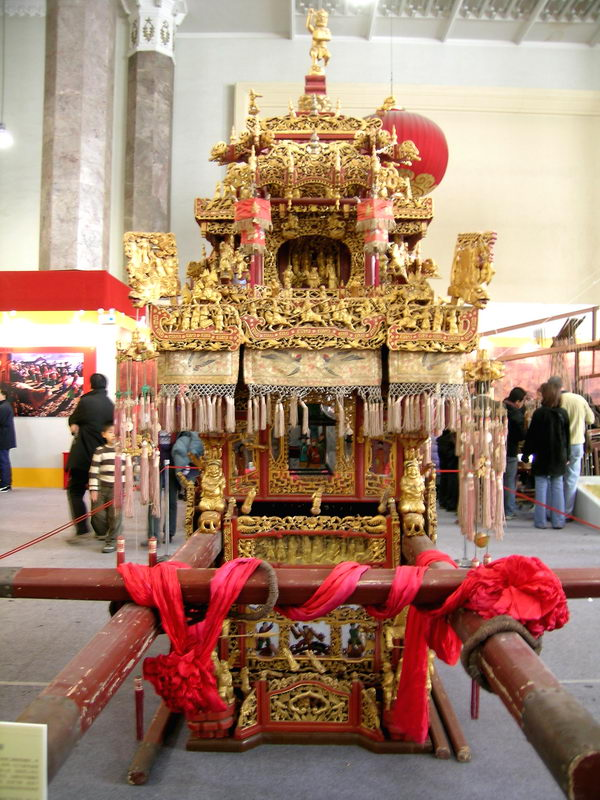
寧波萬工轎
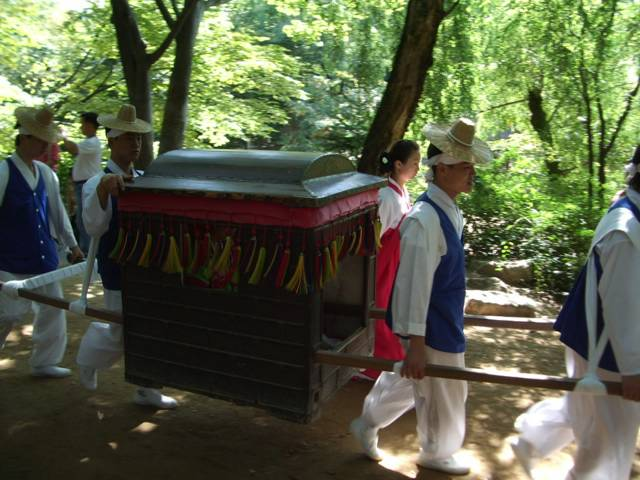
有轎夫抬著的朝鮮式喜轎
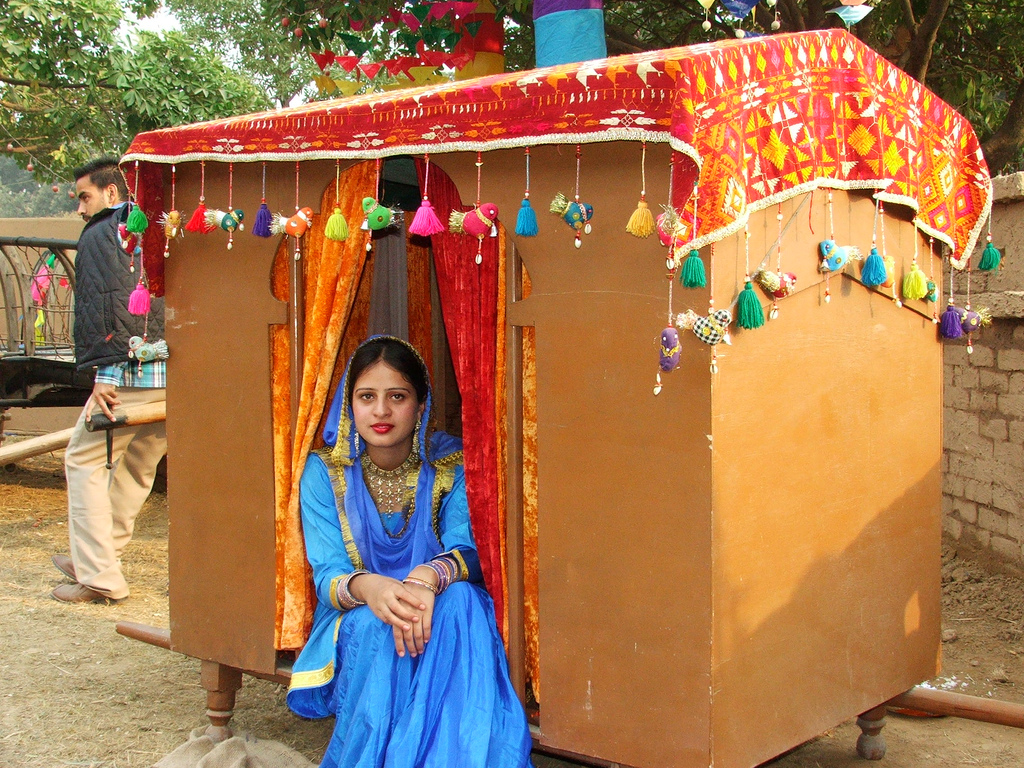
印度昌迪加爾新娘坐著喜轎